# Flaga obwodu omskiego
Flaga obwodu omskiego zatwierdzona 17 czerwca 2003 to prostokątny materiał w proporcjach (szerokość do długości) - 2:3. składający się z trzech równych wertykalnych pasów: dwóch czerwonych i umieszczonego pomiędzy nimi białego, w środku którego umieszczona jest poprzeczna niebieska (lazurowa) pofałdowana linia grubości równej 1/3 grubości pasa.
Kolory na fladze mają charakter symboliczny. Przeważający kolor na fladze, czerwony, symbolizuje odwagę i męstwo, to także kolor życia, miłosierdzia i miłości. Biały kolor to symbol łaskawości, czystości, wspaniałomyślności, ukazuje on na klimatyczną specyfikę Syberii. Pofałdowana niebieska (lazurowa) linia to symbol największej rzeki regionu Irtyszu, a alegorycznie oznacza piękno, wielkość i miękkość.